# St. Jakobus der Ältere (Kirchschönbach)

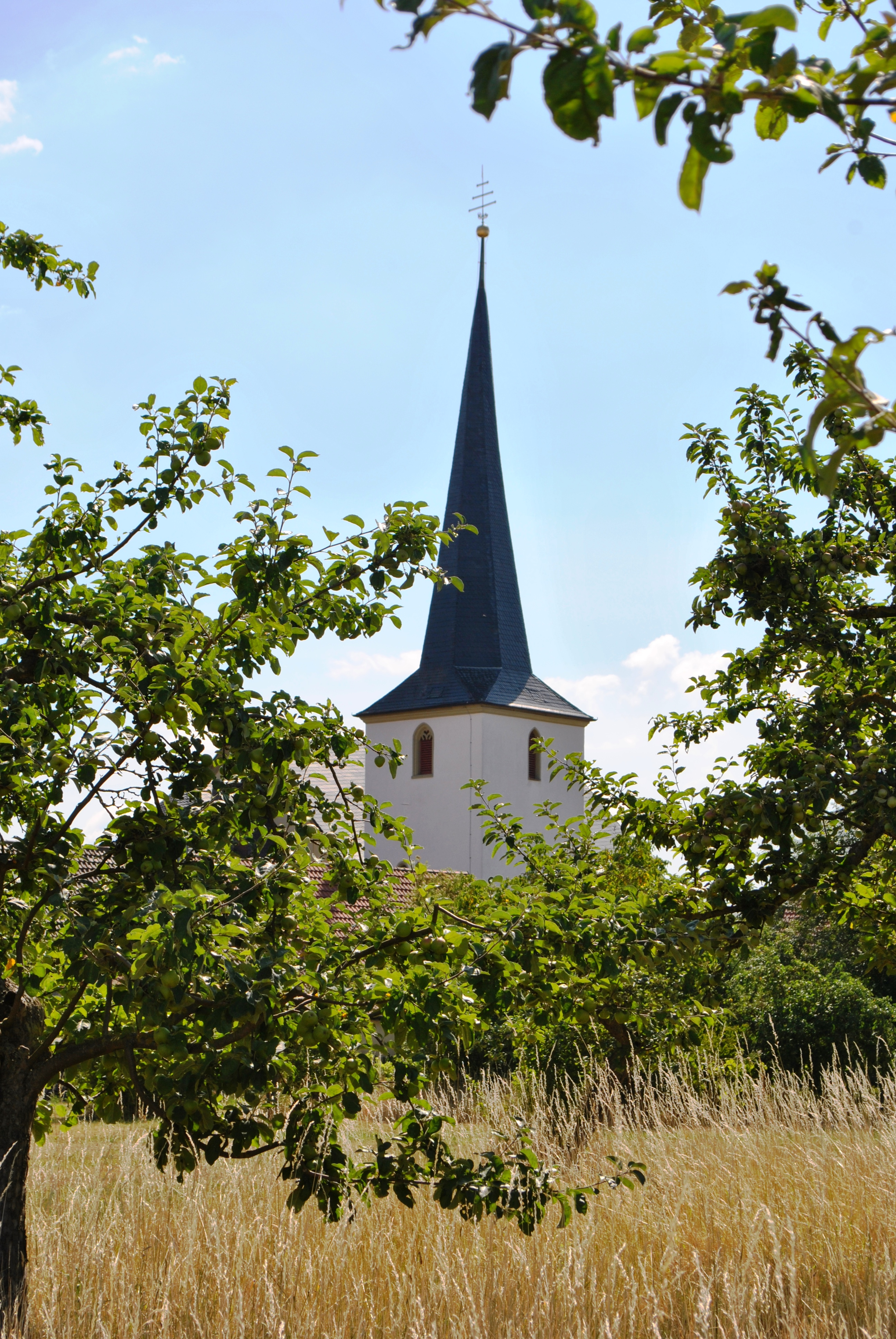
Der Turm der Kirche in Kirchschönbach

Die Kirche St. Jakobus der Ältere im unterfränkischen Kirchschönbach ist die Pfarrkirche des Prichsenstadter Ortsteils. Die Kirche liegt an der Kreisstraße KT 46. Das Gotteshaus ist heute Teil des Dekanats Kitzingen.

## Geschichte
Der Ort Kirchschönbach wurde im Jahr 1230 erstmals urkundlich erwähnt. Wo die Kirche stand, die zu diesem Zeitpunkt bereits im Dorf existierte ist unklar. Sicher ist jedoch, dass das ursprüngliche Kirchengebäude der Pfarrei Stadtschwarzach zugeordnet war, bevor die Gemeinde dann am 1. Oktober 1324 zur Pfarrei erhoben wurde. Zuvor, 1306, war die Dorfherrschaft von den Grafen von Castell an das Kloster Münsterschwarzach übergegangen.

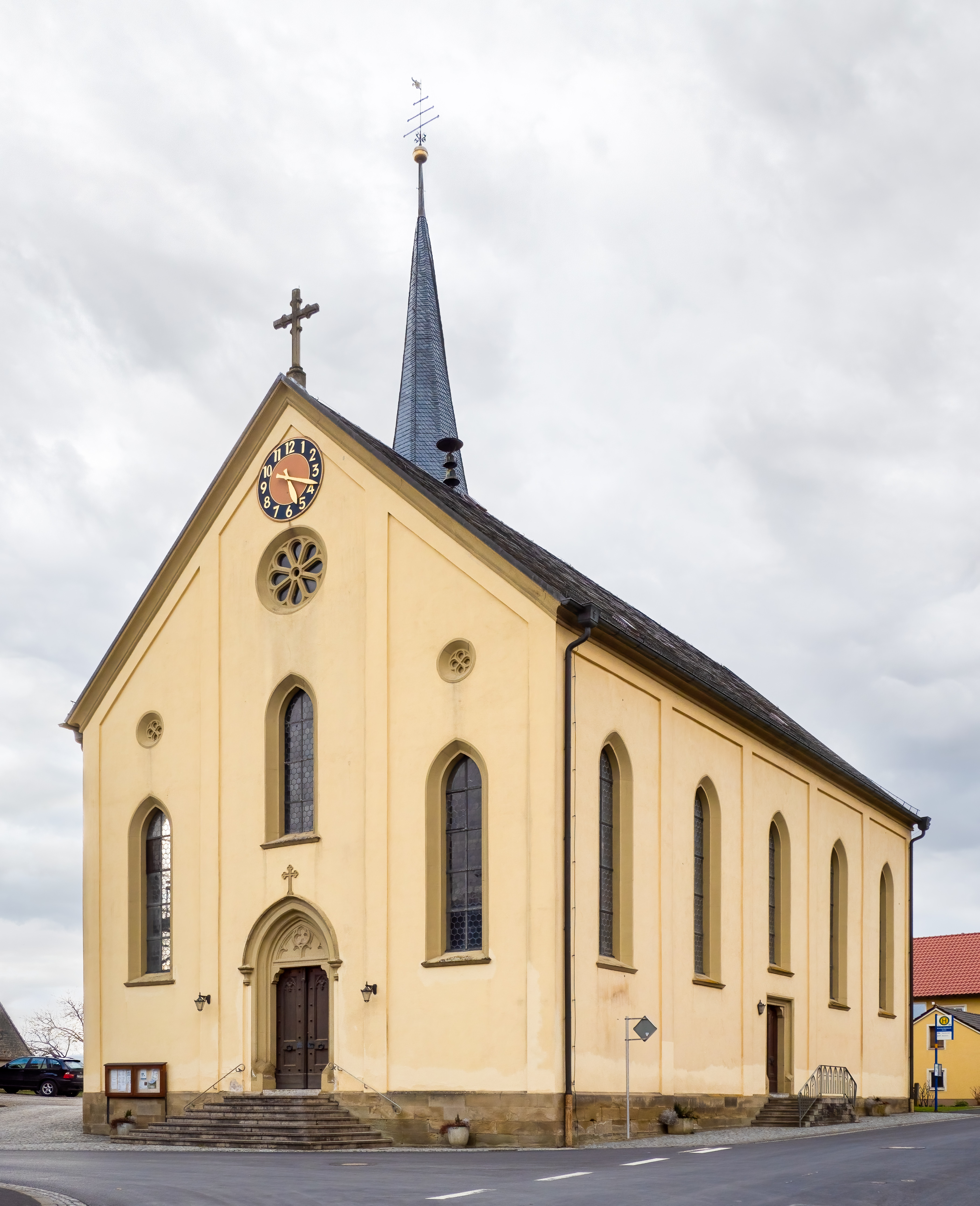
Kirche Kirchschönbach

Im ausgehenden Mittelalter kam Kirchschönbach an die Fuchs von Dornheim. Um das Jahr 1550 führte Valentin Fuchs von Dornheim die Reformation im Dorf ein, ein erster evangelischer Pfarrer ist für das Jahr 1564 überliefert. Bereits wenige Jahrzehnte später begann unter dem Fürstbischof Julius Echter von Mespelbrunn die Gegenreformation, sodass das Dorf noch im 16. Jahrhundert wieder vollständig zum katholischen Glauben übergetreten war. Gleichzeitig ließ der Bruder des Bischofs, Valentin, eine neue Kirche errichten.
Doch bereits der Dreißigjährige Krieg änderte die konfessionellen Verhältnisse wiederum. Die protestantischen Schweden eroberten 1631 Mainfranken und Kirchschönbach wurde bis 1634 wiederum evangelisch. Zu dieser Zeit wurden die Gläubigen von Oberschwarzach aus mitbetreut. Nach dem langen Krieg folgte eine Phase der Erholung. Zu diesem Zeitpunkt war der Pfarrer von Kirschönbach gleichzeitig der Seelsorger im nahen Wiesentheid.
Erst am 3. September 1803 wurde die Pfarrei Kirchschönbach durch die kurfürstliche Landesdirektion wiedererrichtet. Einige Jahrzehnte bezeichnete man das spätgotische Gotteshaus als baufällig. Die Kirche wurde im Jahr 1872 bis auf den Turm abgerissen und entstand bis 1873 im neugotischen Stil neu. 1956 nahm man eine umfassende Innenrenovierung vor. Ebenso wurde der Baukörper und die Ausstattung 1985 bis 1987 erneuert. Das Bayerische Landesamt für Denkmalpflege ordnet die Kirche als Baudenkmal ein, untertägige Reste der Vorgängerbauten sind als Bodendenkmal geführt.

## Architektur
Die Kirche präsentiert sich als Saalbau. Sie ist genordet und schließt mit einem polygonalen Chor ab. Im Nordwesten schließt der Turm an das Gotteshaus an, der das älteste Element des Baus darstellt. Er wurde bereits im Jahr 1607 fertiggestellt und schließt mit einem Echter-Spitzhelm ab. Langhaus und Chor entstanden im Jahr 1872 im Stile der Neugotik. Die Kirche wird auf beiden Seiten von fünf schlichten Spitzbogenfenstern durchlichtet.
Die Südfassade weist ebenso drei einfache Spitzbogenfenster auf. Das Portal besitzt ein verziertes Tympanon und schließt nach oben hin mit einem Kreuz ab. Es weist reiche Kehlung auf. Oberhalb der Fenster wurde ein großes Ochsenauge angebracht, eine Uhr befindet sich direkt unter dem Satteldach des Langhauses. Im Inneren besitzt der Turm ein Netzgewölbe mit reicher Stuckierung, das Langhaus dagegen ist flachgedeckt.

## Ausstattung

### Glocken
Das Geläut der Kirche besteht aus insgesamt drei Glocken. Sie kamen zu ganz unterschiedlichen Zeiten in das Gotteshaus. Die älteste wurde bereits um 1300 geschaffen, eine weitere entstand am Ende des 14. Jahrhunderts. Die dritte Glocke wurde während des Zweiten Weltkriegs eingeschmolzen, sodass erst 1950 für Ersatz gesorgt werden konnte.
| Name                         | Grundton | Gussjahr             | Durchmesser in Zentimeter | Gewicht in Kilogramm | Inschrift |
| ---------------------------- | -------- | -------------------- | ------------------------- | -------------------- | --- |
| Jakobusglocke                | as‘      | 1950                 | 100                       | 480                  | „St. Jakobus, schütze unsere Gemeinde“, „Mich goss Karl Czudnochowsky Bachmair Nachfolger zu Erding, Obb. 1950“ |
| Evangelistenglocke           | c‘‘      | um 1300              | 86,5                      | 380                  | „SVEHTAM SACVL (Mattheus, Lucas rückwärts) S. IOHANNES MARCVS“                                                  |
| Johannes-Evangelisten-Glocke | es‘‘     | Ende 14. Jahrhundert | 70,5                      | 210                  | „S. IOHANNES EWA BERTHOLDVS DE BABERCH“                                                                         |

Kanzel
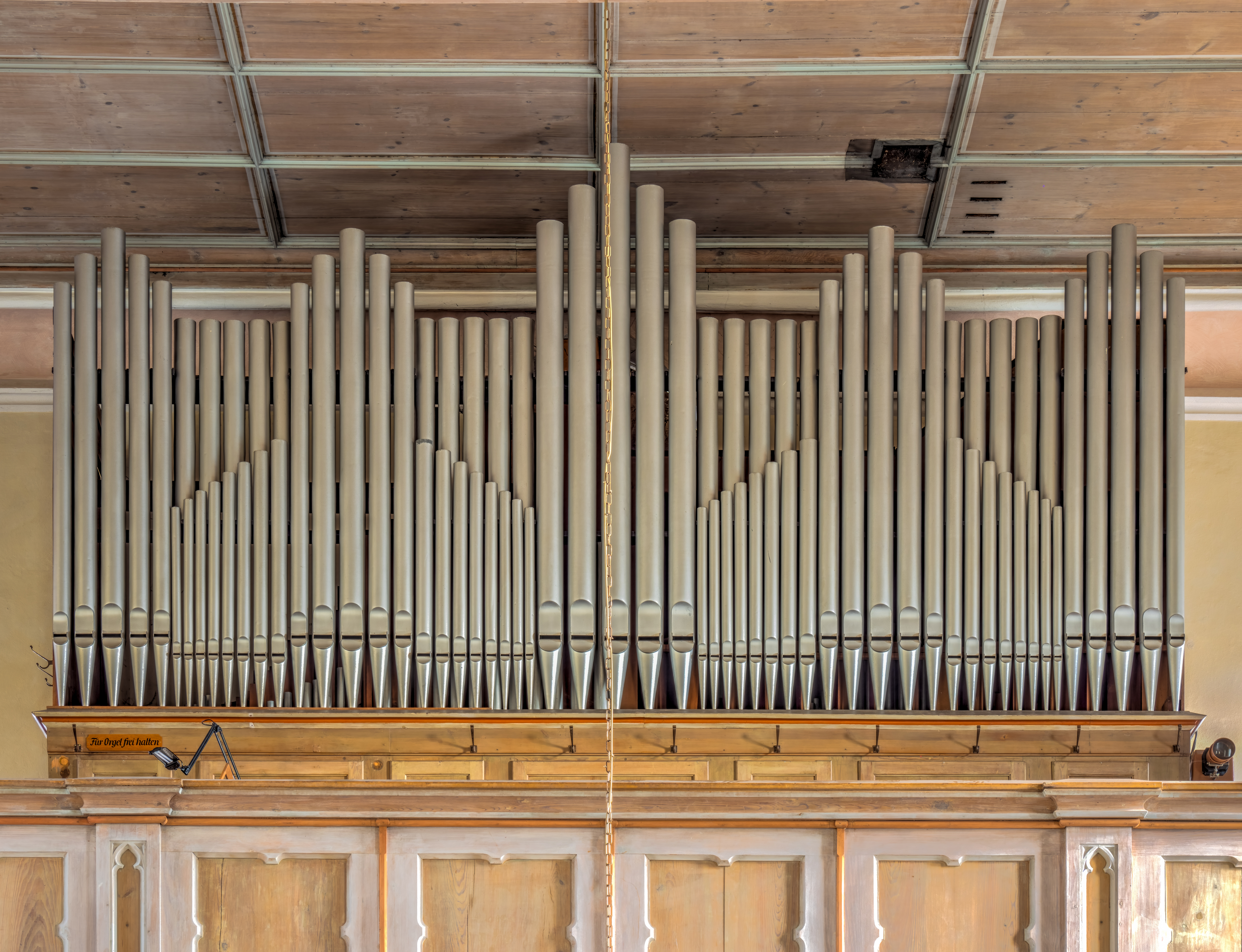
Orgel
Innenraum
Taufstein

### Weitere Ausstattung
Die meisten Elemente der Ausstattung kamen im Zuge der Innenraumerneuerung in den 1950er-Jahren in die Kirche. So wurde der Sakramentsaltar im Jahr 1956 vom Würzburger Max Becher geschaffen. Im gleichen Jahr entstand die einfache Holzkanzel, die im Korpus die Namen der vier Evangelisten trägt. Außerdem entstanden zu dieser Zeit mehrere Figuren. Etwas älter, aus dem Jahr 1935, ist die Orgel. Sie wurde von der Firma Weise aus Plattling geschaffen.
Im Chorhaupt ist das ehemalige Altarblatt mit der Krönung Mariens zu finden, das aus dem 18. Jahrhundert stammt. Zwei Figuren, der heilige Johannes Nepomuk und Maria Immaculata, sind am Chorbogen aufgehängt. Zwei einfache Seitenaltäre aus Sandstein bergen zwei Figuren: Westlich ist der heilige Josef mit dem Kind aus dem 19. Jahrhundert zu finden, während östlich eine Pietà aus dem frühen 16. Jahrhundert Aufstellung fand. Der Taufstein ist von 1604.